# Kevin Wong
Kevin Wong (* 12. September 1972 in Honolulu, USA) ist ein US-amerikanischer Beachvolleyballspieler.

## Karriere
Kevin Wong spielte seit 1995 auf der US-amerikanischen AVP Tour und international auf der FIVB World Tour. Dabei wechselte er in jedem Jahr seine Partner. An der Seite von Robert Heidger nahm er 2000 an den Olympischen Spielen in Sydney teil und schied im Viertelfinale gegen die Goldmedaillengewinner Blanton/Fonoimoana aus. Mit Stein Metzger gewann er 2001 das Open-Turnier in Gstaad und 2002 das Open-Turnier in Espinho. 2007 war er im letzten aktiven Jahr von Karch Kiraly dessen Partner. Mit Casey Jennings war er 2010 beim Open-Turnier in Den Haag siegreich. Wong nahm an sechs Weltmeisterschaften (1999, 2001, 2003, 2005, 2007 und 2011) teil. Seine beste WM-Platzierung war ein siebter Platz 1999 mit Robert Heidger.